# 2Crazy
2Crazy  is een Surinaamse band in het muziekgenre chutney.

## Geschiedenis
De groep werd rond oktober 2019 opgericht en bracht in december 2020 haar eerste videoclip uit onder de titel Chutney hangama mix official, met daarin de liedjes Mor man lage en  Dharke jiya verwerkt. In februari 2021 werden twee producties uitgebracht, waaronder de Valentijns-medley van Kaise Hua en Khairiyat, met in de videoclip een rol voor Anouskha Rodjan.
Samen met de Nederlandse muziekgroep Gentle bracht 2Crazy in maart 2021 de Holi mashup 2K21 uit, wat een primeur was als eerste Holi-mash-up van twee bands uit verschillende landen.

## Bezetting
De band heeft Ahwin Sampat als manager en Vishaal Chigharoe als co-manager en kende in december 2020 de volgende samenstelling:
- Ashwien Gopal, leadzanger
- Kiran Ramgoelam, leadzanger
- Ahwin Sampat, spd
- Aryan Sukdeo, drums
- Kishen Rattan, toetsen
- Kevin Kartodikromo, gitaar
- Brayan Naarden, bas